# Hexenverfolgung in der Stadt Baden AG
| AG ist das Kürzel für den Kanton Aargau in der Schweiz. Es wird verwendet, um Verwechslungen mit anderen Einträgen des Namens Baden zu vermeiden. |

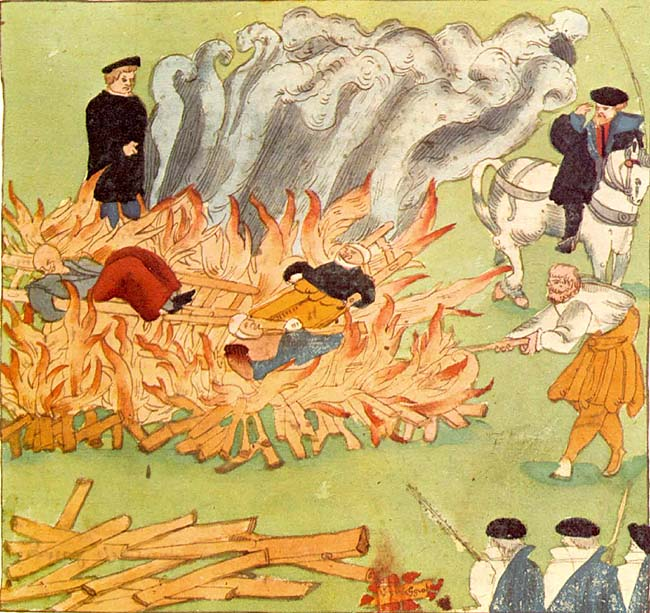
Die Verbrennung von drei Hexen am 4. November 1585, Baden AG. Abbildung aus der Wickiana (Sammlung des Johann Jakob Wick, Zentralbibliothek Zürich)

Hexenverfolgungen fanden in der Geschichte der Stadt Baden in der Schweiz statt. Im 16. Jahrhundert wurden über 30 Hexenprozesse von der Gerichtsbarkeit der Grafschaft Baden geführt. Die Akten befinden sich im Stadtarchiv der Stadt Baden.
Zwischen der Grafschaft Baden und der Stadt Baden gab es Rivalitäten um die Zuständigkeit der Gerichtsbarkeit. Vor 1608 ist kein Prozess verzeichnet, der von städtischen Gerichtsbehörden geführt wurde.

## Hexenverfolgung in der Stadt BadenAG
Zu Beginn des 17. Jahrhunderts bemühten sich der Schultheiss sowie der Kleine und der Grosse Rat der Stadt Baden um das Gerichtsmonopol für Hexenverfolgung.
Die Gerichtsakten und Verhörprotokolle sowie die Tod- und Urfehdebücher im Archiv der Stadt Baden geben einen Überblick über Anzahl und Zeitraum der Hexenprozesse. Alle angeklagten Frauen wurden zum Tode verurteilt. Die Identität der Beklagten, ihre soziale Stellung, aber auch ihr Alter bleiben meist unbekannt. Nicht immer finden sich ein Familienname und/oder der Wohnort. Die Protokolle geben weder Aufschluss darüber, ob es sich um verheiratete Frauen gehandelt hat, noch, ob diese Kinder hatten. In den Badener Quellen gibt es keine Belege für Hexenprozesse gegen Männer.

## Namen der Opfer der Hexenprozesse im 17. Jahrhundert
Für die Stadt Baden finden sich für das 17. Jahrhundert Hinweise auf Namen von 17 Opfern der Hexenprozesse.
- 1600 bis 1614 N.N.
- 1600 bis 1614 N.N.
- 1615 Barbara Zieglerin von Ennetbaden Todesurteil
- 1615 Verena Brunner Todesurteil
- 1615 Anna Peyer Todesurteil
- 1615 Elsbeth von Ennetbaden Todesurteil
- 1615 Barbel von Schneisingen Todesurteil
- 1623 Judith Zoller Todesurteil[2]
- 1631 Kumpold Faber (Männername, aber im Verhörprotokoll ist die Rede von einer Frau)
- 1640 Ursula Fröhlich von Rieden verurteilt
- 1640 Maria Meier von Heitersheim verurteilt
- 1640 Ursula von Ennetbaden verurteilt[3]
- 1640 Ursula Hüeberlin verurteilt
- 1640 die Schneiderin von Ennetbaden verurteilt
- 1640 Dorothe Ehrsam von Killwangen verurteilt
- 1640 Ursula Küng von Gebenstorf verurteilt

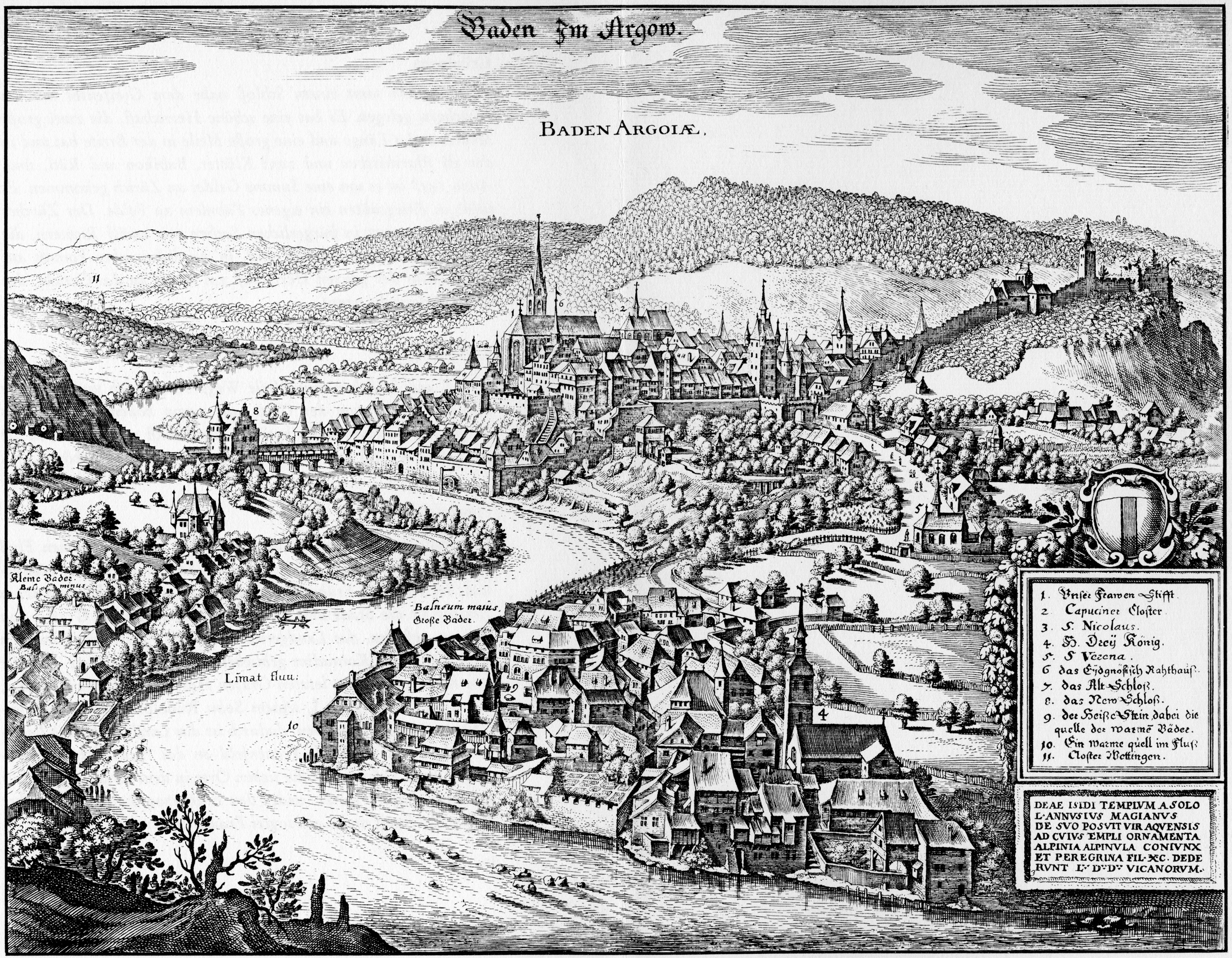
Ansicht der Stadt Baden von Matthäus Merian (1642)

- 1642 Maria Bodmer von Baden verurteilt. Sie soll einem der ersten Bürgergeschlechter der Stadt angehört haben,[4] dass diese arme Persohn zwar eine Bodmerin von Geschlächts, aber von unehelichen Standes und von einem Priester her sei. Ne familiae clarae apud posteros aliqua infamiae nota adhaerescat. (Möge der Familie bei den Nachkommen keine Schande daraus erwachsen.)[5]
- 1642 Barbel Zingin von Schneisingen verurteilt. Urteil gegen Barbel Zingin aus Schneisingen: Der Schultheiss, der Kleine und der Grosse Rat verfügten, dass die Beklagte Barbel dem Scharfrichter in seine Händ befohlen werde, der solle ihr die Händt uff den Ruggen binden und sie hinaus an die gewohnliche Richtsatt füehren, ihro daselbsten das Haupt von dem Leib schlagen, dass ein Wagenrad dazwüschen gahn möge. Als dann den Leib mitsambt dem Haupt in ein Für stossen und zu Asche verbrennt, die Asche in das Erdrich wohl vergraben, damit weder Leudt noch Viech davon beschädiget werde. Das Urteil schliesst mit dem Ausdruck der Hoffnung, dass die Beklagte damit ihre Taten gesühnt habe und dass andere dadurch abgeschreckt würden, in ihre Fusstapfen zu treten. Der Schreiber beschliesst das Dokument mit der Formel: hälff Dir Gott.